# Trezeguet (Fußballspieler)
Trezeguet, bürgerlich Mahmoud Ahmed Ibrahim Hassan (arabisch محمود حسن, DMG Maḥmūd Ḥasan; * 1. Oktober 1994 in Kafr asch-Schaich), teilweise auch Mahmoud Hassan oder Mahmoud Trezeguet, ist ein ägyptischer Fußballspieler auf der Position eines Mittelfeldspielers. Er ist seit 2014 ägyptischer Nationalspieler.

## Vereinskarriere

### Karrierebeginn bei al Ahly Kairo
Trezeguet wurde am 1. Oktober 1994 in der nordägyptischen Großstadt Kafr asch-Schaich geboren und begann seine Vereinskarriere als Fußballspieler im Jahre 2002 im Nachwuchsbereich des ägyptischen Rekordmeisters al Ahly Kairo, rund 150 Kilometer von seiner Geburtsstadt entfernt. Nach Jahren im Nachwuchsbereich und der Reservemannschaft schaffte er im Jahre 2012 den Sprung in den Profikader und debütierte in der Saison 2012/13 in der ägyptischen Erstklassigkeit. Dabei wurde er am 2. Februar 2013 bei einem 1:0-Auswärtssieg über den Ghazl El Mahalla SC in der 82. Spielminute für den Routinier und mehrfachen Nationalspieler Abdallah Said eingewechselt.
Vor allem aufgrund des Militärputschs in Ägypten 2013 wurde der Ligabetrieb der Egyptian Premier League Anfang Juli 2013 abgebrochen, wobei nur al Ahly Kairo und der al Zamalek SC alle bisherigen Spiele absolviert hatten und es davor schon zu Wettbewerbsverzerrungen gekommen war. Bis zu diesem Zeitpunkt hatte es der junge Mittelfeldakteur auf sieben Meisterschaftseinsätze gebracht und davor auch einige Gruppenspiele in der CAF Champions League 2012 absolviert. Auch im ägyptischen Fußball-Supercup 2012 war Trezeguet im Einsatz und gewann das Spiel mit seiner Mannschaft mit 2:1 gegen den ENPPI Club. Des Weiteren absolvierte er im Laufe der FIFA-Klub-Weltmeisterschaft 2012, als sein Verein unter anderem im Spiel um den dritten Platz teilnahm, dieses allerdings verlor, die Viertelfinalpartie und saß in den beiden folgenden Spielen ohne Einsatz auf der Ersatzbank. Drei Wochen nach seinem Ligadebüt war er als kurzzeitig eingesetzter Ersatzspieler auch am CAF Super Cup 2013, den der Klub nach einem 2:1-Sieg über den AC Léopards gewann, beteiligt.
Als al Ahly Kairo die CAF Champions League 2013 gewann, war Trezeguet ebenfalls an einem Großteil der Spiele beteiligt, obwohl er es selbst nur zu Kurzeinsätzen brachte. An der im Anschluss stattfindenden FIFA-Klub-Weltmeisterschaft 2013 in Marokko nahm er ebenfalls an beiden Spielen seiner Mannschaft teil, dem 0:2 im Viertelfinale gegen den chinesischen Verein Guangzhou Evergrande und dem abschließenden Spiel um Platz fünf, das mit 1:5 gegen CF Monterrey aus Mexiko verloren wurde. In der nachfolgenden Saison 2013/14, die Ende Dezember 2013 begann, avancierte Trezeguet zum Stammspieler auf den diversen Mittelfeldpositionen seines Teams, wobei er es auf 17 Ligaeinsätze und zwei Tore in der regulären Meisterschaft sowie drei Spiele in den abschließenden Play-offs brachte und am Ende mit der Mannschaft ägyptischer Meister vor dem Smouha Sporting Club wurde. Als Champions-League-Titelverteidiger schied der 1,79 m große Mittelfeldspieler mit seinem Team in der CAF Champions League 2014 in der zweiten Runde gegen Al-Ahly Bengasi aus, nachdem das Erstrundenspiel gegen die Young Africans aus Tansania nur knapp zugunsten der Ägypter ausgegangen war.
Noch im Februar 2014 gewann al Ahly Kairo zum zweiten Mal in Folge den CAF Super Cup nach einem 3:2-Sieg über den CS Sfax. In der Spielzeit 2014/15 kam er bis zum Saisonende auf 31 Einsätze, fünf Tore und sechs Torvorlagen in der regulären Meisterschaft. Davor war er bereits am 14. September 2014 beim ägyptischen Fußball-Supercup im Einsatz gewesen und hatte das Spiel im Elfmeterschießen gegen den al Zamalek SC gewonnen. Nach dem Sieg im CAF Confederation Cup 2014 konnte der ägyptische Hauptstadtklub den Titel im CAF Super Cup 2015 nicht mehr verteidigen und verlor das Spiel im Elfmeterschießen gegen die ES Sétif. In der CAF Champions League 2015 schied Trezeguet mit dem Team erneut in der zweiten Runde, diesmal nach einer Niederlage im Elfmeterschießen gegen den marokkanischen Verein Maghreb Tétouan, aus dem Turnier aus. Während der Meisterschaft wurde er in dieser Saison vorwiegend auf offensiven Positionen eingesetzt und agierte nicht selten auch als Links- oder Rechtsaußen; zwischen Mai und Juni 2014 musste er einige Spiele aufgrund einer Schulterverletzung pausieren. Zum Saisonende rangierte er mit al Ahly Kairo mit acht Punkten Rückstand auf den al Zamalek SC am zweiten Tabellenplatz und qualifizierte sich damit für die Teilnahme an der CAF Champions League 2016.

### Trezeguet in Belgien
Nachdem Trezeguet unter anderem wegen seiner Leistungen im Ligageschehen und bei seinen Länderspieleinsätzen aufgefallen und vielfach umworben worden war, kam es im August 2015 zu einem Wechsel nach Belgien zum dortigen Rekordmeister RSC Anderlecht. Dabei wurde der junge Ägypter für ein Jahr mit anschließender Kaufoption verliehen, wobei der Klub eine kolportierte Leihgebühr in Höhe von einer Million Euro an al Ahly Kairo bezahlte. Die offizielle Vorstellung des Spielers erfolgte erst nach Abschluss aller medizinischer Tests und anderen Vorbereitungen im September 2015. Bereits nach dem Sieg der U-20-Fußball-Afrikameisterschaft 2013 mit der ägyptischen U-20-Nationalmannschaft hatte er Angebote diverser europäischer Klubs, darunter von Celtic Glasgow oder Nottingham Forest.
Aufgrund einer Schulteroperation, die ihn einige Monate außer Gefecht setzte, verzögerte sich Trezeguets Einstand in Anderlecht und erst am 27. Dezember 2015 kam er beim 2:1 gegen den KVC Westerlo zu einem ersten Kurzeinsatz. Gut einen Monat später folgte der erste Auftritt in der Startformation gegen KAA Gent (0:2). Der sportliche Durchbruch blieb jedoch aus, was Trainer Besnik Hasi vor allem mit der Sprachbarriere begründete und seiner Beobachtung, dass sich der vormalige Starspieler in Ägypten in der neuen Rolle unter Ebenbürtigen nicht zurechtfand. Dennoch erwarb Anderlecht im Mai 2016 für 2,3 Millionen Euro die Transferrechte an Trezeguet. In der Vorbereitung zur Saison 2016/17 schien er unter Anderlechts neuem Trainer René Weiler zu einem Neuanfang anzusetzen, aber nach der Verpflichtung des Rumänen Nicolae Stanciu bevorzugte die Vereinsführung ein Leihgeschäft in Belgien. Die Wahl fiel auf den Erstligakonkurrenten Royal Excel Mouscron.
In den ersten sieben Pflichtpartien dort war er an fünf Toren direkt beteiligt und er schoss zwei Treffer selbst; Mouscrons damaliger Trainer Glen De Boeck adelte Trezeguet als den talentiertesten Spieler in seiner Mannschaft. Die guten Leistungen beim Abstiegskandidaten ließen seinen Stammklub in Anderlecht aufhorchen und die Stimmen mehrten sich, dass Trezeguet den nicht überzeugenden Stanciu bald ersetzen könnte. Mit seinem Tor zum 2:0-Sieg gegen den KV Kortrijk verließ Mouscron die Abstiegsränge und kurze Zeit später kehrte er nach Anderlecht zurück. Die Randbedingungen hatten sich jedoch mittlerweile verändert und die Zeichen standen auf Abschied. Anderlechts neuer Trainer René Weiler stufte Trezeguet als taktisch undiszipliniert ein – eine Meinung, die auch Mouscrons Trainer Mircea Rednic teilte.

### Wechsel in die Türkei
Neben einer Rückkehr in die ägyptische Heimat stand ein Wechsel zu Galatasaray Istanbul ebenso zur Debatte wie eine Vertragsauflösung. Letztlich einigte sich Anderlechts Vereinsführung mit Galatasarays Ligakonkurrenten Kasımpaşa über ein weiteres einjähriges Leihgeschäft mit Kaufoption für zwei Millionen Euro. Wie schon in Mouscron wusste Trezeguet von Anfang an zu überzeugen und er schoss drei Tore in den ersten vier Ligaspielen Eine rote Karte gegen Bursaspor zog später eine Sperre für drei Spiele nach sich. Die gute Form ließ aber nicht nach und unterstützt durch eine zweistellige Toreanzahl in der Saison 2017/18 entschloss sich Kasımpaşa dazu, im April 2018 den Vereinswechsel umzusetzen und stattete Trezeguet mit einem Vertrag mit einer Laufzeit bis zum 30. Juni 2020 aus. Dazu war er Teil der Nominierungsliste zum Spieler des Jahres in der Süper Lig, die letztlich Bafétimbi Gomis gewann. Dessen ungeachtet wurde er im Sommer 2018 mit zahlreichen anderen Vereinen in Verbindung gebracht. Neben erneut Galatasaray war auch Inter Mailand interessiert, was aber auch daran scheiterte, dass Inter eine sofortige Weiterverleihung nach Parma beabsichtigte, da das Kontingent an ausländischen Spielern im Kader überschritten war. Slavia Prag war ebenfalls bereit, die festgeschriebene Ablösesumme von fünf Millionen Euro zu zahlen, aber trotz einer angeblich persönlichen Zusage, nahm Trezeguet diese später wieder zurück, um weiter für Kasimpasa zu spielen. Die Saison 2018/19 verlief für ihn dann ebenfalls positiv mit neun Treffern in 34 Ligapartien.

### Aston Villa
Im Juli 2019 wechselte Trezeguet für 8,75 Millionen Pfund in die englische Premier League zu Aston Villa. Nach dem Afrika-Cup 2022, bei dem Trezeguet mit Ägypten das Finale erreichte, wurde er im Februar 2022 bis zum Ende der Saison 2021/22 an den türkischen Ex-Meister Istanbul Başakşehir FK verliehen.

## Nationalmannschaftskarriere
Erste Einsätze für die ägyptische U-20-Nationalmannschaft absolvierte Trezeguet ab dem Jahre 2012, unter anderem in der Qualifikation zur U-20-Afrikameisterschaft 2013. An der anschließenden Endrunde in Algerien nahm er unter Trainer Rabie Yassin als jüngster Spieler der 21-köpfigen ägyptischen Auswahl teil, wobei er in allen fünf Spielen seiner Mannschaft eingesetzt wurde. Am Ende gewann das Team das Turnier nach einem Sieg im Elfmeterschießen gegen die U-20-Junioren aus Ghana. Vor allem nach diesem Turniersieg wurden europäische Klubs auf das ägyptische Nachwuchstalent aufmerksam und umwarben es, wobei sich jedoch sein Stammklub gegen einen Abgang des Mittelfeldakteurs aussprach. Nach der Afrikameisterschaft war Trezeguet auch Teil der ägyptischen Auswahl, die zwischen Juni und Juli 2013 an der U-20-Fußball-Weltmeisterschaft 2013 in der Türkei teilnahm. Dort wurde er in allen drei Gruppenspielen seiner Mannschaft eingesetzt und erzielte unter anderem bei einem 2:0-Sieg über Englands U-20 einen Treffer nach Vorlage von Ahmed Refaat. Da sich die Mannschaft als Gruppendritter der Gruppe E auch in der Rangliste der besten Gruppendritten nicht qualifizierte, schied das Team nach der Gruppenphase aus dem Wettbewerb, den in weiterer Folge Frankreich gewinnen sollte, aus.
Am 30. August 2014 gab Trezeguet im Alter von 19 Jahren, zehn Monaten und 30 Tagen sein A-Nationalteamdebüt, als er unter Trainer Shawky Gharib bei einem 1:0-SIeg über Kenia in einem freundschaftlichen Länderspiel von Beginn an im zentralen Mittelfeld zum Einsatz kam und ab der 70. Minute durch den über hundertmaligen Nationalspieler Ahmed Fathy ersetzt wurde. Im November 2014 wurde er von Gharib für zwei Spiele der Qualifikation zur Afrikameisterschaft 2015 in den Nationalkader nominiert. Nachdem er im Spiel gegen Senegal über die volle Spieldauer im offensiven Mittelfeld zum Einsatz gekommen war, saß er im folgenden Spiel gegen Tunesien vier Tage später auf der Ersatzbank und kam nicht zum Einsatz. Da die Mannschaft nach der Ermittlung des besten Gruppendritten auch nur an letzter Stelle rangierte, schaffte der Rekordsieger der Afrikameisterschaft zum bereits dritten Mal in Folge nicht die Teilnahme an der Endrunde.
Einen weiteren freundschaftlichen Länderspieleinsatz konnte Trezeguet am 26. März 2015 verzeichnen, als er beim 2:0-Erfolg über Äquatorialguinea über die vollen 90 Minuten auf der linken Mittelfeldseite zum Einsatz kam und nach Vorlage von Saleh Gomaa kurz vor Abpfiff auch den 2:0-Siegtreffer erzielte. Nachdem er unter anderem im Juni aufgrund einer Schulterverletzung ausgefallen war, kam er erst wieder im September 2015 zu einem weiteren Länderspieleinsatz. Dabei wurde er in der Qualifikation zur Afrikameisterschaft 2017 gegen die tschadische Fußballnationalmannschaft in der zweiten Halbzeit eingesetzt, als er für Ramadan Sobhi aufs Spielfeld kam und in der 62. Minute per Flanke das Tor des Hattrick-Schützen Basem Morsi zum 5:1-Endstand vorbereitete.
Er war Teil des ägyptischen Kaders bei der Fußballweltmeisterschaft 2018 in Russland, in der Ägypten in der Gruppenphase nach Niederlagen gegen Russland, Uruguay und Saudi-Arabien als letzter der Gruppe A ausschied. Er kam in allen drei Partien zum Einsatz.

## Erfolge
al Ahly Kairo
- Ägyptischer Meister 2013/14
- Ägyptischer Vizemeister 2014/15
- Ägyptischer Supercupsieger 2012 und 2014
- CAF-Champions-League-Sieger 2012 und 2013
- CAF-Confederation-Cup-Sieger 2014
- CAF-Super-Cup-Sieger 2013 und 2014
- CAF-Super-Cup-Finalist 2015

Ägyptens U-20
- 1× U-20-Afrikameister: 2013